# Federico Viviani
Federico Viviani (Lecco, 24 marzo 1992) è un calciatore italiano, centrocampista della Ternana.

## Biografia
È il figlio di Mauro Viviani ex calciatore della Lazio nella stagione 1981-1982.

## Caratteristiche tecniche
Agli esordi della sua carriera giocava attaccante, ma poi il suo allenatore nella Roma, Andrea Stramaccioni, lo sposta in regia davanti alla difesa, posizione che permette a Viviani di esprimere al meglio le sue qualità. Gli viene riconosciuta una particolare abilità nei tackle e nelle punizioni.

## Carriera

### Club

#### Gli inizi e la Roma
Nasce a Lecco ma cresce a Grotte di Castro, in provincia di Viterbo. Muove i primi passi nella squadra del paese, la A. D. C. Castrense. Nel 2005, quando aveva solo 13 anni, viene ingaggiato dalla Roma, cominciando dai Giovanissimi, per poi salire agli Allievi con Stramaccioni e infine alla Primavera di Alberto De Rossi.
Nella stagione 2011-2012 conquista la fiducia del neo-tecnico giallorosso Luis Enrique, che già in ritiro esprime la sua stima per il giovane giocatore. Esordisce in prima squadra nell'agosto 2011 giocando titolare nelle due gare dei play-off di Europa League contro lo Slovan Bratislava, contro il quale la Roma viene eliminata.
Il 12 dicembre 2011, a 19 anni, debutta in Serie A nella partita Roma-Juventus (1-1), in cui gioca da titolare.
Il 15 maggio 2012 prolunga il suo contratto con la società fino al 30 giugno 2017. Alla fine della stagione avrà collezionato 9 presenze.

#### In prestito a Padova e Pescara
Il 6 luglio 2012 passa al Padova, in Serie B, con la formula del prestito con diritto di riscatto della comproprietà da parte dei Biancoscudati e contro riscatto da parte della società capitolina. Debutta con il 18 agosto nella partita contro l'Atalanta persa (2-0), valevole per il terzo turno di Coppa Italia.
Il 25 settembre segna le sue prime due reti da professionista, doppietta che permette la vittoria contro l'Empoli 2 a 0.
Il 1º luglio 2013 passa a titolo temporaneo al Pescara, sempre in Serie B. Esordisce il 14 settembre successivo nella trasferta contro il Varese, partita dove realizza anche il primo gol con la maglia del delfino.

#### In prestito al Latina
Il 24 gennaio 2014 torna alla Roma nell'operazione che porta Gianluca Caprari al Pescara, e lo stesso giorno viene ceduto, con la formula del prestito, al Latina. Il 14 febbraio fa il suo debutto ufficiale nella gara contro il Cittadella, partita terminata per 1 a 0 a favore dei Pontini. Il 28 febbraio sigla la sua prima rete con la maglia del Latina nella vittoria casalinga per 3-0 contro il Padova. Conclude la stagione sua prima stagione con i neroazzurri con 21 presenze e 3 reti.
Il 5 agosto 2014, viene ufficializzata la permanenza in prestito del giocatore per un'altra stagione, con diritto di riscatto e contro riscatto. Il debutto stagionale avviene durante il match di Coppa Italia disputato il 17 agosto 2014 contro il Novara, partita vinta ai rigori dai pontini. Il 25 ottobre segna la sua prima rete stagionale contro il Brescia, gara finita 1 a 1. Il 15 dicembre, una sua rete su punizione permette al Latina di battere il Varese per 1 a 0. Il 14 febbraio 2015 segna una doppietta contro il Pescara che permette ai nerazzurri di vincere per 2 a 0. Il 27 febbraio si rende nuovamente decisivo segnando la rete del successo per 1 a 0 sul Trapani. Conclude la sua seconda stagione totalizzando 33 presenze e 8 reti risultando primo nella Top 15 dei centrocampisti di Serie B secondo una classifica stilata dalla Lega Serie B.

#### Hellas Verona e il prestito al Bologna
Il 30 giugno 2015 viene ufficializzato il suo passaggio a titolo definitivo al Verona per 4 milioni di euro. Segna il suo primo gol con i veneti nella sconfitta di Frosinone del 29 novembre 2015. Si ripete a fine campionato l'8 maggio 2016, segnando il gol decisivo nella vittoria per 2-1 contro i campioni d'Italia della Juventus. Il 15 maggio, durante l'ultimo turno della Serie A 2015-2016 segna il suo terzo gol stagionale nella sconfitta per 3 a 2 contro il Palermo.
Il 31 agosto 2016, ultimo giorno del calciomercato estivo, passa al Bologna in prestito con diritto di riscatto. Segna 2 gol in 17 partite.

#### SPAL e il prestito al Frosinone e al Livorno

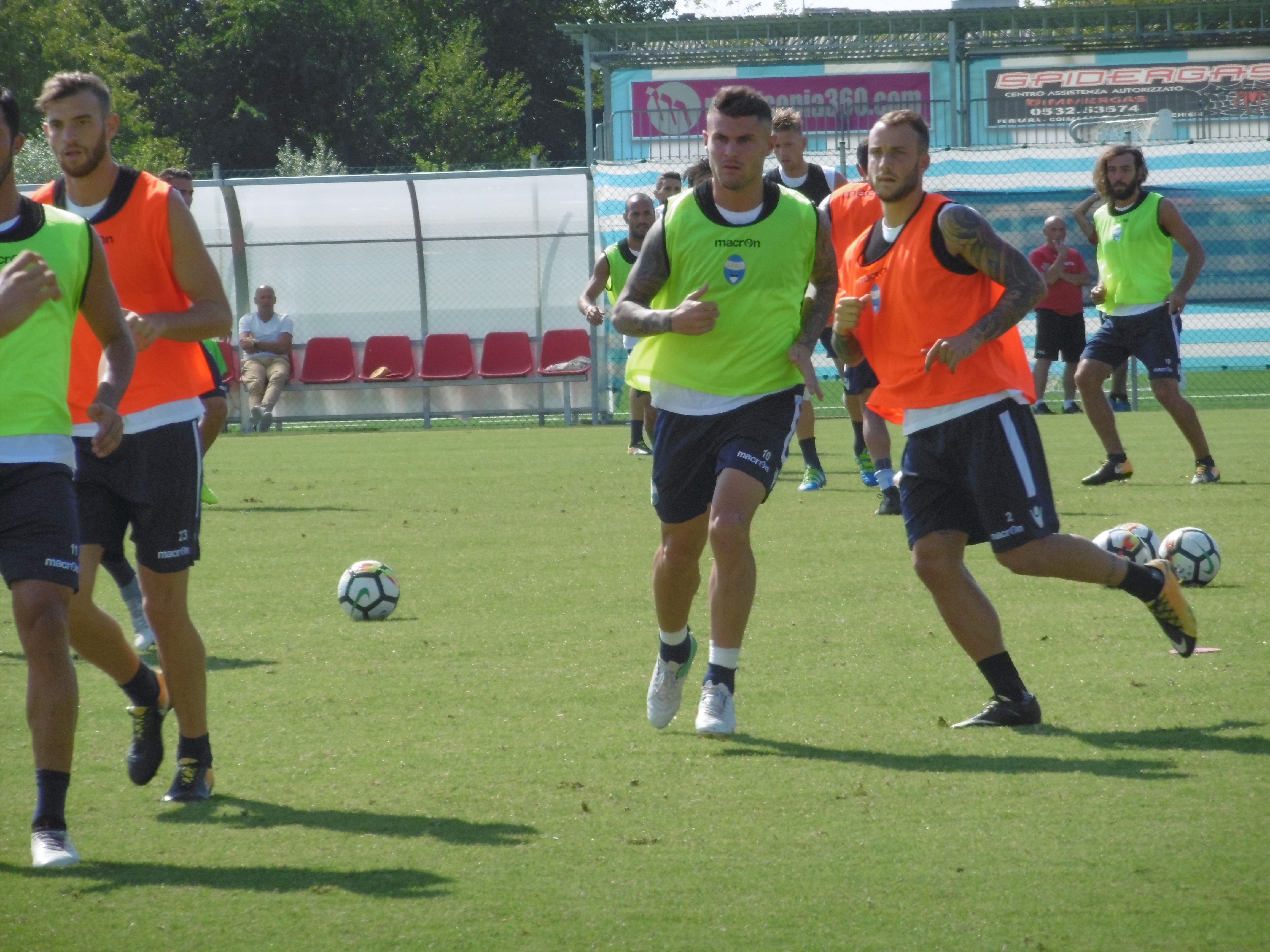
Viviani in allenamento con la SPAL nel settembre 2017

Il 7 luglio 2017 viene ceduto con la formula del prestito con diritto di riscatto alla SPAL. Debutta con il club di Ferrara il 12 agosto nella vittoria interna per 1-0 contro il Renate valida per il terzo turno di Coppa Italia. La settimana seguente esordisce in campionato nella trasferta a Roma contro la Lazio (0-0). Il 23 settembre segna su punizione la rete del momentaneo 2-2 tra SPAL e Napoli, partita che si concluderà 3-2 per i partenopei. Colleziona 30 presenze e 3 gol in tutto, venendo poi riscattato il 18 giugno.
La stagione seguente gioca solo una partita di Coppa Italia, indi per cui il 24 gennaio 2019 si trasferisce al Frosinone in prestito con diritto di riscatto fino a giugno. Esordisce con i ciociari nella gara contro la Lazio persa per 0-1.
Al termine della stagione rientra alla SPAL, salvo poi venire nuovamente ceduto in prestito al Livorno il 2 settembre 2019. Il 1º luglio 2020, chiude la sua esperienza con gli amaranto, ritornando alla società di Ferrara, dopo che non ha raggiunto l'accordo per il prolungamento del prestito fino al 31 agosto con la società toscana.

#### Brescia e Ternana
Il 25 agosto 2022 viene acquistato a titolo definitivo dal Brescia.
L'8 settembre 2023 si trasferisce alla Ternana a titolo definitivo.

### Nazionale

#### Nazionali giovanili
Le sue prime esperienze con le Nazionali minori italiane arrivano nel 2011, quando prende parte a 7 partite con l'Under-19, segnando 2 gol. Viene in seguito convocato dall'Under-20, della quale viene fatto capitano dal mister Luigi Di Biagio e dove realizza 1 gol su rigore in 6 presenze. Esordisce in Nazionale Under-21 il 25 aprile 2012, nella partita amichevole Scozia-Italia (1-4). Segna il primo gol il 6 settembre nella sfida valida per la qualificazione al campionato europeo 2013 contro il Liechtenstein vinta dagli azzurrini (7-0). Il 14 novembre 2013 nella sfida contro l'Irlanda del Nord segna il suo secondo gol con la maglia della Nazionale Under-21 con un calcio di punizione dal limite dell'area.
Prende parte all'Europeo Under-21 2015 in Repubblica Ceca, nel quale l'Italia esce al Primo turno in quanto terza nel girone dietro Svezia e Portogallo, finaliste del Torneo.

#### Nazionale maggiore
Dal 10 al 12 marzo 2014 è stato convocato dal CT della Nazionale maggiore Cesare Prandelli per uno stage organizzato allo scopo di visionare giovani giocatori in vista dei Mondiali 2014.

## Statistiche

### Presenze e reti nei club
Statistiche aggiornate al 10 agosto 2024.
| Stagione             | Squadra              | Campionato           | Campionato | Campionato | Coppe nazionali | Coppe nazionali | Coppe nazionali | Coppe continentali | Coppe continentali | Coppe continentali | Altre coppe | Altre coppe | Altre coppe | Totale | Totale |
| Stagione             | Squadra              | Comp                 | Pres       | Reti       | Comp            | Pres            | Reti            | Comp               | Pres               | Reti               | Comp        | Pres        | Reti        | Pres   | Reti   |
| -------------------- | -------------------- | -------------------- | ---------- | ---------- | --------------- | --------------- | --------------- | ------------------ | ------------------ | ------------------ | ----------- | ----------- | ----------- | ------ | ------ |
| 2010-2011            | Roma                 | A                    | 0          | 0          | CI              | -               | -               | UCL                | -                  | -                  | SI          | -           | -           | 0      | 0      |
| 2011-2012            | Roma                 | A                    | 6          | 0          | CI              | 1               | 0               | UEL                | 2                  | 0                  | -           | -           | -           | 9      | 0      |
| Totale Roma          | Totale Roma          | Totale Roma          | 6          | 0          |                 | 1               | 0               |                    | 2                  | 0                  |             | 0           | 0           | 9      | 0      |
| 2012-2013            | Padova               | B                    | 22         | 2          | CI              | 1               | 0               | -                  | -                  | -                  | -           | -           | -           | 23     | 2      |
| 2013-gen. 2014       | Pescara              | B                    | 6          | 2          | CI              | -               | -               | -                  | -                  | -                  | -           | -           | -           | 6      | 2      |
| gen.-giu. 2014       | Latina               | B                    | 17+4       | 3+0        | CI              | -               | -               | -                  | -                  | -                  | -           | -           | -           | 21     | 3      |
| 2014-2015            | Latina               | B                    | 30         | 8          | CI              | 2               | 0               | -                  | -                  | -                  | -           | -           | -           | 32     | 8      |
| Totale Latina        | Totale Latina        | Totale Latina        | 47+4       | 11         |                 | 2               | 0               |                    | -                  | -                  |             | -           | -           | 53     | 11     |
| 2015-2016            | Verona               | A                    | 19         | 3          | CI              | 1               | 0               | -                  | -                  | -                  | -           | -           | -           | 20     | 3      |
| ago. 2016            | Verona               | B                    | 0          | 0          | CI              | 1               | 0               | -                  | -                  | -                  | -           | -           | -           | 1      | 0      |
| Totale Hellas Verona | Totale Hellas Verona | Totale Hellas Verona | 19         | 3          |                 | 2               | 0               |                    | -                  | -                  |             | -           | -           | 21     | 3      |
| set. 2016-2017       | Bologna              | A                    | 17         | 2          | CI              | 0               | 0               | -                  | -                  | -                  | -           | -           | -           | 17     | 2      |
| 2017-2018            | SPAL                 | A                    | 29         | 3          | CI              | 1               | 0               | -                  | -                  | -                  | -           | -           | -           | 30     | 3      |
| 2018-gen. 2019       | SPAL                 | A                    | 0          | 0          | CI              | 1               | 0               | -                  | -                  | -                  | -           | -           | -           | 1      | 0      |
| gen.-giu. 2019       | Frosinone            | A                    | 5          | 0          | CI              | -               | -               | -                  | -                  | -                  | -           | -           | -           | 5      | 0      |
| set. 2019-2020       | Livorno              | B                    | 10         | 0          | CI              | -               | -               | -                  | -                  | -                  | -           | -           | -           | 10     | 0      |
| 2020-2021            | SPAL                 | B                    | 3          | 0          | CI              | 2               | 0               | -                  | -                  | -                  | -           | -           | -           | 5      | 0      |
| 2021-2022            | SPAL                 | B                    | 21         | 4          | CI              | 1               | 0               | -                  | -                  | -                  | -           | -           | -           | 22     | 4      |
| ago. 2022            | SPAL                 | B                    | 1          | 0          | CI              | 1               | 0               | -                  | -                  | -                  | -           | -           | -           | 2      | 0      |
| Totale SPAL          | Totale SPAL          | Totale SPAL          | 54         | 7          |                 | 6               | 0               |                    | -                  | -                  |             | -           | -           | 60     | 7      |
| ago. 2022-2023       | Brescia              | B                    | 14         | 0          | CI              | -               | -               | -                  | -                  | -                  | -           | -           | -           | 14     | 0      |
| 2023-2024            | Ternana              | B                    | 5          | 0          | CI              | -               | -               | -                  | -                  | -                  | -           | -           | -           | 5      | 0      |
| 2024-2025            | Ternana              | C                    | -          | -          | CI-C            | 1               | 0               | -                  | -                  | -                  | -           | -           | -           | 1      | 0      |
| Totale Ternana       | Totale Ternana       | Totale Ternana       | 5          | 0          |                 | 1               | 0               |                    | -                  | -                  |             | -           | -           | 6      | 0      |
| Totale carriera      | Totale carriera      | Totale carriera      | 205+4      | 27         |                 | 13              | 0               |                    | 2                  | 0                  |             | 0           | 0           | 224    | 27     |

### Cronologia presenze e reti in nazionale
| Cronologia completa delle presenze e delle reti in nazionale ― Italia under 21 | Cronologia completa delle presenze e delle reti in nazionale ― Italia under 21 | Cronologia completa delle presenze e delle reti in nazionale ― Italia under 21 | Cronologia completa delle presenze e delle reti in nazionale ― Italia under 21 | Cronologia completa delle presenze e delle reti in nazionale ― Italia under 21 | Cronologia completa delle presenze e delle reti in nazionale ― Italia under 21 | Cronologia completa delle presenze e delle reti in nazionale ― Italia under 21 | Cronologia completa delle presenze e delle reti in nazionale ― Italia under 21 |
| Data                                                                           | Città                                                                          | In casa                                                                        | Risultato                                                                      | Ospiti                                                                         | Competizione                                                                   | Reti                                                                           | Note                                                                           |
| ------------------------------------------------------------------------------ | ------------------------------------------------------------------------------ | ------------------------------------------------------------------------------ | ------------------------------------------------------------------------------ | ------------------------------------------------------------------------------ | ------------------------------------------------------------------------------ | ------------------------------------------------------------------------------ | ------------------------------------------------------------------------------ |
| 25-4-2012                                                                      | Edimburgo                                                                      | Scozia under 21                                                                | 1 – 4                                                                          | Italia under 21                                                                | Amichevole                                                                     | -                                                                              | 76’                                                                            |
| 15-8-2012                                                                      | Leeuwarden                                                                     | Paesi Bassi under 21                                                           | 0 – 3                                                                          | Italia under 21                                                                | Amichevole                                                                     | -                                                                              | 46’                                                                            |
| 6-9-2012                                                                       | Casarano                                                                       | Italia under 21                                                                | 7 – 0                                                                          | Liechtenstein under 21                                                         | Qual. Europeo Under-21 2013                                                    | 1                                                                              |                                                                                |
| 10-9-2012                                                                      | Casarano                                                                       | Italia under 21                                                                | 2 – 4                                                                          | Irlanda under 21                                                               | Qual. Europeo Under-21 2013                                                    | -                                                                              | 46’                                                                            |
| 12-10-2012                                                                     | Pescara                                                                        | Italia under 21                                                                | 1 – 0                                                                          | Svezia under 21                                                                | Qual. Europeo Under-21 2013                                                    | -                                                                              | 83’                                                                            |
| 25-3-2013                                                                      | Bassano del Grappa                                                             | Italia under 21                                                                | 1 – 0                                                                          | Ucraina under 21                                                               | Amichevole                                                                     | -                                                                              | 77’                                                                            |
| 14-10-2013                                                                     | Genk                                                                           | Belgio under 21                                                                | 0 – 1                                                                          | Italia under 21                                                                | Qual. Europeo Under-21 2015                                                    | -                                                                              |                                                                                |
| 14-11-2013                                                                     | Reggio Emilia                                                                  | Italia under 21                                                                | 3 – 0                                                                          | Irlanda del Nord under 21                                                      | Qual. Europeo Under-21 2015                                                    | 1                                                                              |                                                                                |
| 19-11-2013                                                                     | Gornji Milanovac                                                               | Serbia under 21                                                                | 1 – 0                                                                          | Italia under 21                                                                | Qual. Europeo Under-21 2015                                                    | -                                                                              | 89’                                                                            |
| 5-3-2014                                                                       | Lurgan                                                                         | Irlanda del Nord under 21                                                      | 0 – 2                                                                          | Italia under 21                                                                | Qual. Europeo Under-21 2015                                                    | -                                                                              | cap.                                                                           |
| 13-8-2014                                                                      | Ploiești                                                                       | Romania under 21                                                               | 2 – 1                                                                          | Italia under 21                                                                | Amichevole                                                                     | -                                                                              | 64’                                                                            |
| 9-9-2014                                                                       | Castel di Sangro                                                               | Italia under 21                                                                | 7 – 1                                                                          | Cipro under 21                                                                 | Qual. Europeo Under-21 2015                                                    | -                                                                              | 74’                                                                            |
| 10-10-2014                                                                     | Zlaté Moravce                                                                  | Slovacchia under 21                                                            | 1 – 1                                                                          | Italia under 21                                                                | Qual. Europeo Under-21 2015                                                    | -                                                                              | 90’                                                                            |
| 14-10-2014                                                                     | Reggio Emilia                                                                  | Italia under 21                                                                | 3 – 1                                                                          | Slovacchia under 21                                                            | Qual. Europeo Under-21 2015                                                    | -                                                                              | 25’ 54’                                                                        |
| 17-11-2014                                                                     | Matera                                                                         | Italia under 21                                                                | 0 – 1                                                                          | Danimarca under 21                                                             | Amichevole                                                                     | -                                                                              | 66’ 80’                                                                        |
| 18-6-2015                                                                      | Olomouc                                                                        | Italia under 21                                                                | 1 – 2                                                                          | Svezia under 21                                                                | Europeo Under-21 2015 - 1º turno                                               | -                                                                              | 43’                                                                            |
| 21-6-2015                                                                      | Uherské Hradiště                                                               | Italia under 21                                                                | 0 – 0                                                                          | Portogallo under 21                                                            | Europeo Under-21 2015 - 1º turno                                               | -                                                                              | 85’                                                                            |
| 24-6-2015                                                                      | Olomouc                                                                        | Inghilterra under 21                                                           | 1 – 3                                                                          | Italia under 21                                                                | Europeo Under-21 2015 - 1º turno                                               | -                                                                              | 83’                                                                            |
| Totale                                                                         |                                                                                | Presenze                                                                       | 18                                                                             |                                                                                | Reti                                                                           | 2                                                                              |                                                                                |

## Palmarès

### Club

#### Competizioni giovanili
- Campionato Primavera: 1

Roma: 2010-2011
- Coppa Italia Primavera: 1

Roma: 2011-2012